# Casamigos
Casamigos também conhecida por Casamigos Tequila é uma marca de tequila americana fundada em 2013 pelo ator George Clooney, e empresários Rande Gerber e Mike Meldman. É atualmente detida pela Diageo, sendo a maior marca de tequila do mundo a nível de vendas.  